# Bahnstrecke Osterath–Dortmund Süd
| Streckennetz der ehemaligen Rheinischen Eisenbahn-Gesellschaft | |                                                                                   |                                                                                   |
| Streckennummer (DB): | 2610 (Meerbusch-Osterath – Lohbruch) 2504 (Lohbruch – DU-Rheinhausen) 2505 (DU-Rheinhausen – BO Nord) 2151 (BO Nord – DO-Dorstfeld) 2126 (DO-Dorstfeld – DO Süd) Verbindungsstrecken: 2312 (DU-Hochfeld Süd – DU Hbf) 2326 (DU Hbf – DU-Hochfeld Süd Vorbf)                  |                                                                                   |                                                                                   |
| Kursbuchstrecke (DB): | 425 (KR-Oppum – DU Hbf) 450.4 (DO-Lütgendortmund – DO Süd) |                                                                                   |                                                                                   |
| Kursbuchstrecke: | 232 (Dortmund Süd – Mülheim (Ruhr)-Speldorf 1946) 233a (Bochum-Langendreer – Bochum-Präsident 1946) 232b (Essen Nord – Essen-Altendorf 1946) 244 (Duisburg Hbf – Krefeld-Oppum 1946) 243 (Duisburg Hbf – Rheinhausen 1946) 243a (Hohenbudberg Siedlung – Krefeld-Oppum 1946) |                                                                                   |                                                                                   |
| Streckenlänge: | 76 km |                                                                                   |                                                                                   |
| Spurweite: | 1435 mm (Normalspur) |                                                                                   |                                                                                   |
| Stromsystem: | Meerbusch-Osterath–Mülheim (Ruhr)-Speldorf Bochum Präsident–Dortmund Süd: 15 kV 16,7 Hz ~ |                                                                                   |                                                                                   |
| Streckengeschwindigkeit: | 120 bzw. 80 km/h |                                                                                   |                                                                                   |
| | |                                                                                   |                                                                                   |
| \| \| \| Strecke von Unna-Königsborn S 4 \| \| \| \| \| ehem. Strecke von Dortmund Ost \| \| \| \| \| ehem. „Wuppertaler Nordbahn“ \| \| \| \| 69,5 \| Dortmund Süd (ehem. Dortmund RhE/KWE) \| Dortmund Süd (ehem. Dortmund RhE/KWE) \| \| \| 69,1 \| Dortmund Stadthaus \| Dortmund Stadthaus \| \| \| 67,9 \| Dortmund Möllerbrücke \| Dortmund Möllerbrücke \| \| \| 66,9 \| Dortmund West (Turmbahnhof geplant) * \| Dortmund West (Turmbahnhof geplant) * \| \| \| \| Strecke von Dortmund S 2 \| \| \| \| \| Strecke von Dortmunderfeld \| \| \| \| 9,0 66,1 \| Dortmund-Dorstfeld (Turmbahnhof, hoch) * \| Dortmund-Dorstfeld (Turmbahnhof, hoch) * \| \| \| \| Strecke nach Dortmund-Mengede S 2 \| \| \| \| 7,7 00,0 \| Abzw Dortmund-Dorstfeld West \| Abzw Dortmund-Dorstfeld West \| \| \| \| Strecke von Dortmund-Huckarde \| \| \| \| 64,6 \| Dortmund-Dorstfeld Gbf \| Dortmund-Dorstfeld Gbf \| \| \| 63,3 \| Abzw Dortmund-Lütgendortmund Flm \| Abzw Dortmund-Lütgendortmund Flm \| \| \| \| Fernbahnstrecke von Dortmund Hbf \| \| \| \| 6,2 00,0 \| Dortmund-Marten Süd \| Dortmund-Marten Süd \| \| \| 62,4 \| Dortmund-Lütgendortmund (Abzw) \| Dortmund-Lütgendortmund (Abzw) \| \| \| 4,2 00,0 \| Dortmund Germania \| Dortmund Germania \| \| \| 61,4 \| Dortmund-Lütgendortmund Gbf \| Dortmund-Lütgendortmund Gbf \| \| \| 3,9 61,0 \| Dortmund-Lütgendortmund (alt) \| Dortmund-Lütgendortmund (alt) \| \| \| 3,3 00,0 \| Üst Dortmund-Somborn (ab hier eingleisig) \| Üst Dortmund-Somborn (ab hier eingleisig) \| \| \| 3,3 00,0 \| Dortmund-Somborn \| Dortmund-Somborn \| \| \| \| Lütgendortmunder Tunnel (1236 m) \| \| \| \| 1,8 00,0 \| Dortmund-Lütgendortmund S-Bahn \| Dortmund-Lütgendortmund S-Bahn \| \| \| \| (S 4 neu, geplant) \| \| \| \| \| Strecke von Dortmund \| \| \| \| 0,0 00,0 \| Dortmund-Bövinghausen \| Dortmund-Bövinghausen \| \| \| \| Strecke nach Herne \| \| \| \| \| Strecke von Dortmund-Dorstfeld (tief) S 1 \| \| \| \| \| Strecke nach Witten \| \| \| \| \| ehem. Strecke von Dortmund-Löttringhausen \| \| \| \| \| Strecke von Witten \| \| \| \| 57,0 \| Bochum-Langendreer Bez Süd \| Bochum-Langendreer Bez Süd \| \| \| \| Bochum-Langendreer (S-Bahn) \| \| \| \| \| Bochum-Langendreer Lpf \| \| \| \| \| Bochum-Langendreer West \| \| \| \| 57,2 \| Bochum-Langendreer Lgf \| Bochum-Langendreer Lgf \| \| \| \| Strecke nach Bochum-Laer \| \| \| \| 55,6 \| Bochum-Langendreer Bez West \| Bochum-Langendreer Bez West \| \| \| 52,2 \| Abzw Prinz von Preußen \| Abzw Prinz von Preußen \| \| \| \| Strecke nach Bochum Hbf S 1 \| \| \| \| \| ehem. Strecke von Bochum-Weitmar \| \| \| \| \| Fernbahnstrecke nach Bochum Hbf \| \| \| \| \| Verbindungsstrecke nach Bochum Hbf \| \| \| \| \| \| \| \| \| 50,5 \| Bochum Nord (ehem. Bochum RhE) \| Bochum Nord (ehem. Bochum RhE) \| \| \| 49,2 \| Bochum Präsident \| Bochum Präsident \| \| \| \| \| \| \| \| \| Strecke Herne-Rottbruch–Bochum \| \| \| \| 48,7 \| Bochum Präsident Gbf \| Bochum Präsident Gbf \| \| \| \| Anst Stahl-/Bandwerk ThyssenKrupp \| \| \| \| 46,5 \| Bü Centrumstraße \| Bü Centrumstraße \| \| \| 45,3 \| Bü Blücherstraße \| Bü Blücherstraße \| \| \| 44,9 \| Awanst Bochum IKEA \| Awanst Bochum IKEA \| \| \| \| ehem. Strecke von Wanne-Eickel Hbf \| \| \| \| 43,1 \| Gelsenkirchen-Wattenscheid \| Gelsenkirchen-Wattenscheid \| \| \| \| ehem. Strecke nach Gelsenkirchen Hbf \| \| \| \| 41,4 \| Bü Krayer Straße \| Bü Krayer Straße \| \| \| 41,4 \| Anst Essen-Kray Nord RWE \| Anst Essen-Kray Nord RWE \| \| \| \| ehem. Strecke von Wanne-Eickel Hbf \| \| \| \| \| Strecke von Gelsenkirchen Hbf S 2 \| \| \| \| 39,1 \| Essen-Kray Nord \| Essen-Kray Nord \| \| \| 36,3 \| Abzw Frillendorf (zuletzt Bk) \| Abzw Frillendorf (zuletzt Bk) \| \| \| \| Strecke nach Essen Hbf S 2 \| \| \| \| \| ehem. Strecke Essen-Stoppenberg–Essen Hbf \| \| \| \| \| Essen Ost Gbf \| \| \| \| \| Anschluss Fa.Goldschmidt (Evonik) \| \| \| \| \| ehem. Strecke von Essen-Stoppenberg \| \| \| \| 34,0 \| Essen Nord (ehem. Essen RhE) \| Essen Nord (ehem. Essen RhE) \| \| \| \| ehem. Strecke nach Altenessen/Bergeborbeck \| \| \| \| 31,0 \| Essen-Altendorf (Abzw, ehem. Altendorf Bf) \| Essen-Altendorf (Abzw, ehem. Altendorf Bf) \| \| \| \| ehem. Strecke nach Essen-Borbeck \| \| \| \| \| Strecke Essen-Borbeck–Essen West \| \| \| \| \| \| \| \| \| \| Hauptstrecke von Essen West S 1 \| \| \| \| \| ehem. Strecke von Altendorf (Ruhr) \| \| \| \| 28,0 \| Mülheim (Ruhr)-Heißen \| Mülheim (Ruhr)-Heißen \| \| \| 23,5 \| Mülheim (Ruhr) Hbf (ehem. Keilbahnhof) \| Mülheim (Ruhr) Hbf (ehem. Keilbahnhof) \| \| \| \| Hauptstrecke nach Duisburg S 1 \| \| \| \| \| Stadtviadukt Mülheim über die Ruhr \| \| \| \| \| ehem. Untere Ruhrtalbahn MH-Styrum–E-Kettwig \| \| \| \| 22,0 \| Mülheim (Ruhr) MüGa (MüGa 1992) \| Mülheim (Ruhr) MüGa (MüGa 1992) \| \| \| \| ehem. Untere Ruhrtalbahn von Essen-Kettwig \| \| \| \| \| Verbindungsstrecke zum Rhein-Ruhr-Hafen \| \| \| \| \| Bü Speldorf Bf \| \| \| \| 20,9 \| Mülheim (Ruhr)-Speldorf \| Mülheim (Ruhr)-Speldorf \| \| \| 18,6 \| Bü Katzenbruch \| Bü Katzenbruch \| \| \| \| ehem. Strecke nach Duisburg-Wedau \| \| \| \| \| \| \| \| \| \| Strecke Oberhausen West–Duisburg-Wedau (bis hier für Personenverkehr stillgelegt) \| \| \| \| \| \| \| \| \| 16,1 \| Duisburg-Hochfeld Süd Hd \| Duisburg-Hochfeld Süd Hd \| \| \| \| Strecke von Duisburg-Wedau \| \| \| \| 15,3 \| Duisburg-Hochfeld Süd Vorbf \| Duisburg-Hochfeld Süd Vorbf \| \| \| \| Strecke von Oberhausen West (u. a.) \| \| \| \| 2,8 00,0 \| Duisburg Hbf \| Duisburg Hbf \| \| \| \| Duisburg-Regattabahn \| \| \| \| \| (Stichstrecken von 1870 bzw. 1880) \| \| \| \| \| Hauptstrecke nach Düsseldorf \| \| \| \| 0,0 14,1 \| Duisburg-Hochfeld Süd Abzw \| Duisburg-Hochfeld Süd Abzw \| \| \| \| Duisburg-Hochfeld Süd Hafenbf \| \| \| \| 13,8 \| Duisburg-Hochfeld Süd Hp \| Duisburg-Hochfeld Süd Hp \| \| \| \| Güterstrecke nach Duisburg-Wanheim \| \| \| \| 13,7 \| Duisburg-Hochfelder Eisenbahnbrücke (Rhein) \| Duisburg-Hochfelder Eisenbahnbrücke (Rhein) \| \| \| 13,0 \| Rheinhausen Trajectbf \| Rheinhausen Trajectbf \| \| \| \| von Duisburg Intermodal Terminal \| \| \| \| 11,8 \| Rheinhausen Ost \| Rheinhausen Ost \| \| \| 10,8 \| Rheinhausen Gbf \| Rheinhausen Gbf \| \| \| 10,2 ≡ 10,1 \| Rheinhausen \| Rheinhausen \| \| \| \| ehem. Strecke von Duisburg-Meiderich Nord \| \| \| \| \| Güterstrecke von Trompet \| \| \| \| \| Niederrheinstrecke nach Trompet \| \| \| \| \| (ehem. Trasse über Hohenbudberg Rbf) \| \| \| \| \| ehem. Verbindung von der Niederrheinstrecke \| \| \| \| 7,9 \| Hohenbudberg Siedlung \| Hohenbudberg Siedlung \| \| \| 6,9 \| Hohenbudberg \| Hohenbudberg \| \| \| 7,5 00000 \| Mühlenberg (Abzw) \| Mühlenberg (Abzw) \| \| \| 6,5 00000 \| Krefeld-Hohenbudberg Chempark \| Krefeld-Hohenbudberg Chempark \| \| \| 4,7 \| Krefeld-Uerdingen Bf \| Krefeld-Uerdingen Bf \| \| \| 4,3 00000 \| Krefeld-Uerdingen Hp \| Krefeld-Uerdingen Hp \| \| \| 1,7 00 1,6 \| Krefeld-Linn \| Krefeld-Linn \| \| \| \| A 57 \| \| \| \| \| heutige/urspr. rheinische Trasse nach Krefeld \| \| \| \| 0,7 \| Krefeld BMW (Awanst) \| Krefeld BMW (Awanst) \| \| \| \| heutige linksniederrheinische Trasse von Krefeld \| \| \| \| 0,0 00000 \| Krefeld-Oppum \| Krefeld-Oppum \| \| \| −0,149,2 \| Lohbruch (Abzw) \| Lohbruch (Abzw) \| \| \| \| heutige Strecke nach Krefeld \| \| \| \| \| urspr. rheinische Trasse nach Krefeld (nur GV) \| \| \| \| \| urspr. linksniederrheinische Trasse von Krefeld \| \| \| \| 43,2 \| Meerbusch-Osterath \| Meerbusch-Osterath \| \| \| \| Linksniederrheinische Strecke nach Neuss \| \| Rechte Kilometrierung gemäß RhE, linke Spalte neue Strecken * S 1 Dortmund–Bochum * S 5 Dortmund–Hagen | |                                                                                   |                                                                                   |
| Quellen: | |                                                                                   |                                                                                   |
| | | Strecke von Unna-Königsborn S 4                                                   |                                                                                   |
| Kreuzung geradeaus oben (Querstrecke außer Betrieb) · Strecke von rechts (außer Betrieb) | | ehem. Strecke von Dortmund Ost                                                    | ehem. Strecke von Dortmund Ost                                                    |
| Strecke · Abzweig geradeaus und von links (Strecke außer Betrieb) | | ehem. „Wuppertaler Nordbahn“                                                      | ehem. „Wuppertaler Nordbahn“                                                      |
| Betriebs-/Güterbahnhof Strecke ab hier außer Betrieb · Betriebs-/Güterbahnhof Strecke bis hier außer Betrieb | 69,5 | Dortmund Süd (ehem. Dortmund RhE/KWE)                                             | Dortmund Süd (ehem. Dortmund RhE/KWE)                                             |
| Strecke (außer Betrieb) · S-Bahn-Halt | 69,1 | Dortmund Stadthaus                                                                | Dortmund Stadthaus                                                                |
| Strecke (außer Betrieb) · S-Bahn-Halt | 67,9 | Dortmund Möllerbrücke                                                             | Dortmund Möllerbrücke                                                             |
| Kreuzung geradeaus oben (Strecke geradeaus außer Betrieb) · S-Bahn-Turmhaltepunkt geradeaus oben | 66,9 | Dortmund West (Turmbahnhof geplant) *                                             | Dortmund West (Turmbahnhof geplant) *                                             |
| Abzweig ehemals geradeaus und von rechts · Strecke | | Strecke von Dortmund S 2                                                          | Strecke von Dortmund S 2                                                          |
| Strecke · Abzweig geradeaus und nach links · Abzweig von links und von rechts | | Strecke von Dortmunderfeld                                                        | Strecke von Dortmunderfeld                                                        |
| Turm-S-Bahnhof geradeaus oben · Turm-S-Bahnhof geradeaus oben · Kreuzung geradeaus oben | 9,0 66,1 | Dortmund-Dorstfeld (Turmbahnhof, hoch) *                                          | Dortmund-Dorstfeld (Turmbahnhof, hoch) *                                          |
| Abzweig quer und nach rechts · Kreuzung geradeaus oben · Abzweig geradeaus und nach rechts | | Strecke nach Dortmund-Mengede S 2                                                 | Strecke nach Dortmund-Mengede S 2                                                 |
| Strecke von links · Abzweig geradeaus und nach rechts · Strecke | 7,7 00,0 | Abzw Dortmund-Dorstfeld West                                                      | Abzw Dortmund-Dorstfeld West                                                      |
| Kreuzung geradeaus oben · Abzweig geradeaus und von rechts · Strecke | | Strecke von Dortmund-Huckarde                                                     | Strecke von Dortmund-Huckarde                                                     |
| Strecke · Dienststation / Betriebs- oder Güterbahnhof · Strecke | 64,6 | Dortmund-Dorstfeld Gbf                                                            | Dortmund-Dorstfeld Gbf                                                            |
| Strecke · Strecke nach links · Abzweig geradeaus und von rechts | 63,3 | Abzw Dortmund-Lütgendortmund Flm                                                  | Abzw Dortmund-Lütgendortmund Flm                                                  |
| Kreuzung geradeaus oben · Strecke von rechts · Strecke | | Fernbahnstrecke von Dortmund Hbf                                                  | Fernbahnstrecke von Dortmund Hbf                                                  |
| S-Bahn-Halt · Strecke · Strecke | 6,2 00,0 | Dortmund-Marten Süd                                                               | Dortmund-Marten Süd                                                               |
| Strecke | 62,4 | Dortmund-Lütgendortmund (Abzw)                                                    | Dortmund-Lütgendortmund (Abzw)                                                    |
| S-Bahn-Halt · Strecke · Strecke | 4,2 00,0 | Dortmund Germania                                                                 | Dortmund Germania                                                                 |
| Strecke · Strecke · Dienststation / Betriebs- oder Güterbahnhof | 61,4 | Dortmund-Lütgendortmund Gbf                                                       | Dortmund-Lütgendortmund Gbf                                                       |
| ehemaliger Bahnhof · ehemaliger Bahnhof · ehemaliger Bahnhof | 3,9 61,0 | Dortmund-Lütgendortmund (alt)                                                     | Dortmund-Lütgendortmund (alt)                                                     |
| Überleitstelle / Spurwechsel · Strecke · Strecke | 3,3 00,0 | Üst Dortmund-Somborn (ab hier eingleisig)                                         | Üst Dortmund-Somborn (ab hier eingleisig)                                         |
| S-Bahn-Halt · Strecke · Strecke | 3,3 00,0 | Dortmund-Somborn                                                                  | Dortmund-Somborn                                                                  |
| Tunnelanfang · Strecke · Strecke | | Lütgendortmunder Tunnel (1236 m)                                                  | Lütgendortmunder Tunnel (1236 m)                                                  |
| S-Bahn-Halt Strecke ab hier außer Betrieb (im Tunnel) · Strecke · Strecke | 1,8 00,0 | Dortmund-Lütgendortmund S-Bahn                                                    | Dortmund-Lütgendortmund S-Bahn                                                    |
| Tunnelende (Strecke außer Betrieb) · Strecke · Strecke | | (S 4 neu, geplant)                                                                | (S 4 neu, geplant)                                                                |
| Abzweig ehemals geradeaus und von rechts · Strecke · Strecke | | Strecke von Dortmund                                                              | Strecke von Dortmund                                                              |
| Bahnhof · Strecke · Strecke | 0,0 00,0 | Dortmund-Bövinghausen                                                             | Dortmund-Bövinghausen                                                             |
| Strecke nach halbrechts · Strecke nach halbrechts · Strecke nach halbrechts | | Strecke nach Herne                                                                | Strecke nach Herne                                                                |
| Strecke von halblinks · Strecke von halblinks und von halbrechts · Strecke von halblinks und von halbrechts | | Strecke von Dortmund-Dorstfeld (tief) S 1                                         | Strecke von Dortmund-Dorstfeld (tief) S 1                                         |
| Abzweig geradeaus und nach links · Kreuzung geradeaus unten · Kreuzung geradeaus unten | | Strecke nach Witten                                                               | Strecke nach Witten                                                               |
| Strecke · Abzweig geradeaus und ehemals von links · Kreuzung geradeaus unten (Querstrecke außer Betrieb) | | ehem. Strecke von Dortmund-Löttringhausen                                         | ehem. Strecke von Dortmund-Löttringhausen                                         |
| Abzweig geradeaus und von links · Kreuzung geradeaus unten · Kreuzung geradeaus unten | | Strecke von Witten                                                                | Strecke von Witten                                                                |
| Strecke · Abzweig geradeaus und von links · Strecke | 57,0 | Bochum-Langendreer Bez Süd                                                        | Bochum-Langendreer Bez Süd                                                        |
| Strecke · Strecke · S-Bahn-Halt | | Bochum-Langendreer (S-Bahn)                                                       | Bochum-Langendreer (S-Bahn)                                                       |
| Dienststation / Betriebs- oder Güterbahnhof · Strecke · Strecke | | Bochum-Langendreer Lpf                                                            | Bochum-Langendreer Lpf                                                            |
| Strecke · Strecke · S-Bahn-Halt | | Bochum-Langendreer West                                                           | Bochum-Langendreer West                                                           |
| Strecke · Dienststation / Betriebs- oder Güterbahnhof · Strecke | 57,2 | Bochum-Langendreer Lgf                                                            | Bochum-Langendreer Lgf                                                            |
| Strecke · Abzweig geradeaus und nach links · Kreuzung geradeaus unten | | Strecke nach Bochum-Laer                                                          | Strecke nach Bochum-Laer                                                          |
| Strecke · Dienststation / Betriebs- oder Güterbahnhof · Strecke | 55,6 | Bochum-Langendreer Bez West                                                       | Bochum-Langendreer Bez West                                                       |
| Abzweig geradeaus und nach links · Abzweig geradeaus und von rechts · Strecke | 52,2 | Abzw Prinz von Preußen                                                            | Abzw Prinz von Preußen                                                            |
| Strecke · Strecke · Strecke nach halblinks | | Strecke nach Bochum Hbf S 1                                                       | Strecke nach Bochum Hbf S 1                                                       |
| Strecke · Strecke · Strecke ehemals von halblinks | | ehem. Strecke von Bochum-Weitmar                                                  | ehem. Strecke von Bochum-Weitmar                                                  |
| Strecke nach links · Kreuzung geradeaus unten · Kreuzung geradeaus unten (Strecke geradeaus außer Betrieb) | | Fernbahnstrecke nach Bochum Hbf                                                   | Fernbahnstrecke nach Bochum Hbf                                                   |
| Abzweig geradeaus und nach links · Kreuzung geradeaus unten (Strecke geradeaus außer Betrieb) | | Verbindungsstrecke nach Bochum Hbf                                                | Verbindungsstrecke nach Bochum Hbf                                                |
| Verschwenkung nach links und nach rechts · Verschwenkung nach rechts (Strecke außer Betrieb) | |                                                                                   |                                                                                   |
| Dienststation / Betriebs- oder Güterbahnhof · Dienststation / Betriebs- oder Güterbahnhof | 50,5 | Bochum Nord (ehem. Bochum RhE)                                                    | Bochum Nord (ehem. Bochum RhE)                                                    |
| ehemaliger Bahnhof · ehemaliger Bahnhof | 49,2 | Bochum Präsident                                                                  | Bochum Präsident                                                                  |
| | |                                                                                   |                                                                                   |
| Strecke quer · Abzweig quer und nach rechts · Kreuzung geradeaus unten · Strecke quer | | Strecke Herne-Rottbruch–Bochum                                                    | Strecke Herne-Rottbruch–Bochum                                                    |
| Dienststation / Betriebs- oder Güterbahnhof | 48,7 | Bochum Präsident Gbf                                                              | Bochum Präsident Gbf                                                              |
| Abzweig ehemals geradeaus und nach links | | Anst Stahl-/Bandwerk ThyssenKrupp                                                 | Anst Stahl-/Bandwerk ThyssenKrupp                                                 |
| Bahnübergang (Strecke außer Betrieb) | 46,5 | Bü Centrumstraße                                                                  | Bü Centrumstraße                                                                  |
| Bahnübergang (Strecke außer Betrieb) | 45,3 | Bü Blücherstraße                                                                  | Bü Blücherstraße                                                                  |
| Blockstelle (Strecke außer Betrieb) | 44,9 | Awanst Bochum IKEA                                                                | Awanst Bochum IKEA                                                                |
| Abzweig geradeaus und von rechts (Strecke außer Betrieb) | | ehem. Strecke von Wanne-Eickel Hbf                                                | ehem. Strecke von Wanne-Eickel Hbf                                                |
| Dienststation / Betriebs- oder Güterbahnhof (Strecke außer Betrieb) | 43,1 | Gelsenkirchen-Wattenscheid                                                        | Gelsenkirchen-Wattenscheid                                                        |
| Abzweig geradeaus und nach rechts (Strecke außer Betrieb) | | ehem. Strecke nach Gelsenkirchen Hbf                                              | ehem. Strecke nach Gelsenkirchen Hbf                                              |
| Bahnübergang (Strecke außer Betrieb) | 41,4 | Bü Krayer Straße                                                                  | Bü Krayer Straße                                                                  |
| Abzweig geradeaus und nach links (Strecke außer Betrieb) | 41,4 | Anst Essen-Kray Nord RWE                                                          | Anst Essen-Kray Nord RWE                                                          |
| Abzweig geradeaus und von rechts (Strecke außer Betrieb) | | ehem. Strecke von Wanne-Eickel Hbf                                                | ehem. Strecke von Wanne-Eickel Hbf                                                |
| Strecke von rechts · Strecke (außer Betrieb) | | Strecke von Gelsenkirchen Hbf S 2                                                 | Strecke von Gelsenkirchen Hbf S 2                                                 |
| S-Bahnhof · Betriebs-/Güterbahnhof Strecke bis hier außer Betrieb | 39,1 | Essen-Kray Nord                                                                   | Essen-Kray Nord                                                                   |
| ehemalige Blockstelle · ehemalige Blockstelle | 36,3 | Abzw Frillendorf (zuletzt Bk)                                                     | Abzw Frillendorf (zuletzt Bk)                                                     |
| Strecke nach links · Kreuzung geradeaus unten | | Strecke nach Essen Hbf S 2                                                        | Strecke nach Essen Hbf S 2                                                        |
| Abzweig quer und von rechts (Strecke außer Betrieb) · Kreuzung geradeaus oben (Querstrecke außer Betrieb) | | ehem. Strecke Essen-Stoppenberg–Essen Hbf                                         | ehem. Strecke Essen-Stoppenberg–Essen Hbf                                         |
| Strecke (außer Betrieb) · Abzweig geradeaus und ehemals nach links · Betriebs-/Güterbahnhof Streckenende und quer (Strecke außer Betrieb) | | Essen Ost Gbf                                                                     | Essen Ost Gbf                                                                     |
| Strecke (außer Betrieb) · Abzweig geradeaus und von links · Betriebs-/Güterbahnhof Streckenende und quer | | Anschluss Fa.Goldschmidt (Evonik)                                                 | Anschluss Fa.Goldschmidt (Evonik)                                                 |
| Strecke nach links (außer Betrieb) · Abzweig geradeaus und ehemals von rechts | | ehem. Strecke von Essen-Stoppenberg                                               | ehem. Strecke von Essen-Stoppenberg                                               |
| Betriebs-/Güterbahnhof Strecke ab hier außer Betrieb | 34,0 | Essen Nord (ehem. Essen RhE)                                                      | Essen Nord (ehem. Essen RhE)                                                      |
| Abzweig geradeaus und nach rechts (Strecke außer Betrieb) | | ehem. Strecke nach Altenessen/Bergeborbeck                                        | ehem. Strecke nach Altenessen/Bergeborbeck                                        |
| Blockstelle (Strecke außer Betrieb) | 31,0 | Essen-Altendorf (Abzw, ehem. Altendorf Bf)                                        | Essen-Altendorf (Abzw, ehem. Altendorf Bf)                                        |
| Abzweig geradeaus und nach rechts (Strecke außer Betrieb) | | ehem. Strecke nach Essen-Borbeck                                                  | ehem. Strecke nach Essen-Borbeck                                                  |
| Kreuzung geradeaus unten (Strecke geradeaus außer Betrieb) | | Strecke Essen-Borbeck–Essen West                                                  | Strecke Essen-Borbeck–Essen West                                                  |
| Abzweig ehemals geradeaus und von links · Strecke von rechts | |                                                                                   |                                                                                   |
| Strecke von links · Kreuzung geradeaus unten · Abzweig quer und nach links | | Hauptstrecke von Essen West S 1                                                   | Hauptstrecke von Essen West S 1                                                   |
| Strecke · Abzweig geradeaus und ehemals von links | | ehem. Strecke von Altendorf (Ruhr)                                                | ehem. Strecke von Altendorf (Ruhr)                                                |
| Strecke · Betriebsstelle Strecke ab hier außer Betrieb | 28,0 | Mülheim (Ruhr)-Heißen                                                             | Mülheim (Ruhr)-Heißen                                                             |
| Bahnhof mit S-Bahn-Halt · Bahnhof (Strecke außer Betrieb) | 23,5 | Mülheim (Ruhr) Hbf (ehem. Keilbahnhof)                                            | Mülheim (Ruhr) Hbf (ehem. Keilbahnhof)                                            |
| Strecke nach rechts · Strecke (außer Betrieb) | | Hauptstrecke nach Duisburg S 1                                                    | Hauptstrecke nach Duisburg S 1                                                    |
| Brücke über Wasserlauf (Strecke außer Betrieb) | | Stadtviadukt Mülheim über die Ruhr                                                | Stadtviadukt Mülheim über die Ruhr                                                |
| Kreuzung geradeaus unten (Strecken außer Betrieb) | | ehem. Untere Ruhrtalbahn MH-Styrum–E-Kettwig                                      | ehem. Untere Ruhrtalbahn MH-Styrum–E-Kettwig                                      |
| Haltepunkt / Haltestelle (Strecke außer Betrieb) | 22,0 | Mülheim (Ruhr) MüGa (MüGa 1992)                                                   | Mülheim (Ruhr) MüGa (MüGa 1992)                                                   |
| Abzweig geradeaus und von links (Strecke außer Betrieb) | | ehem. Untere Ruhrtalbahn von Essen-Kettwig                                        | ehem. Untere Ruhrtalbahn von Essen-Kettwig                                        |
| Abzweig ehemals geradeaus und von rechts | | Verbindungsstrecke zum Rhein-Ruhr-Hafen                                           | Verbindungsstrecke zum Rhein-Ruhr-Hafen                                           |
| Bahnübergang | | Bü Speldorf Bf                                                                    | Bü Speldorf Bf                                                                    |
| ehemaliger Bahnhof | 20,9 | Mülheim (Ruhr)-Speldorf                                                           | Mülheim (Ruhr)-Speldorf                                                           |
| Bahnübergang | 18,6 | Bü Katzenbruch                                                                    | Bü Katzenbruch                                                                    |
| Abzweig geradeaus und ehemals nach links | | ehem. Strecke nach Duisburg-Wedau                                                 | ehem. Strecke nach Duisburg-Wedau                                                 |
| | |                                                                                   |                                                                                   |
| Kreuzung geradeaus oben | | Strecke Oberhausen West–Duisburg-Wedau (bis hier für Personenverkehr stillgelegt) | Strecke Oberhausen West–Duisburg-Wedau (bis hier für Personenverkehr stillgelegt) |
| | |                                                                                   |                                                                                   |
| Dienststation / Betriebs- oder Güterbahnhof | 16,1 | Duisburg-Hochfeld Süd Hd                                                          | Duisburg-Hochfeld Süd Hd                                                          |
| Abzweig geradeaus und von links | | Strecke von Duisburg-Wedau                                                        | Strecke von Duisburg-Wedau                                                        |
| Dienststation / Betriebs- oder Güterbahnhof | 15,3 | Duisburg-Hochfeld Süd Vorbf                                                       | Duisburg-Hochfeld Süd Vorbf                                                       |
| Strecke von rechts · Strecke | | Strecke von Oberhausen West (u. a.)                                               | Strecke von Oberhausen West (u. a.)                                               |
| Bahnhof mit S-Bahn-Halt · Abzweig geradeaus und nach links · Strecke von rechts | 2,8 00,0 | Duisburg Hbf                                                                      | Duisburg Hbf                                                                      |
| Strecke · Strecke · ehemaliger Haltepunkt / Haltestelle | | Duisburg-Regattabahn                                                              | Duisburg-Regattabahn                                                              |
| Abzweig geradeaus und nach links · Kreuzung geradeaus oben · Strecke nach rechts | | (Stichstrecken von 1870 bzw. 1880)                                                | (Stichstrecken von 1870 bzw. 1880)                                                |
| Abzweig geradeaus und nach links · Kreuzung geradeaus oben · Strecke quer | | Hauptstrecke nach Düsseldorf                                                      | Hauptstrecke nach Düsseldorf                                                      |
| Strecke nach links · Abzweig geradeaus, nach links und von rechts · Strecke von rechts | 0,0 14,1 | Duisburg-Hochfeld Süd Abzw                                                        | Duisburg-Hochfeld Süd Abzw                                                        |
| Strecke · Dienststation / Betriebs- oder Güterbahnhof | | Duisburg-Hochfeld Süd Hafenbf                                                     | Duisburg-Hochfeld Süd Hafenbf                                                     |
| Haltepunkt / Haltestelle · Strecke | 13,8 | Duisburg-Hochfeld Süd Hp                                                          | Duisburg-Hochfeld Süd Hp                                                          |
| Strecke · Strecke nach links | | Güterstrecke nach Duisburg-Wanheim                                                | Güterstrecke nach Duisburg-Wanheim                                                |
| Brücke über Wasserlauf | 13,7 | Duisburg-Hochfelder Eisenbahnbrücke (Rhein)                                       | Duisburg-Hochfelder Eisenbahnbrücke (Rhein)                                       |
| Strecke · Kopfbahnhof Streckenanfang (Strecke außer Betrieb) | 13,0 | Rheinhausen Trajectbf                                                             | Rheinhausen Trajectbf                                                             |
| Strecke · Abzweig ehemals geradeaus und von links | | von Duisburg Intermodal Terminal                                                  | von Duisburg Intermodal Terminal                                                  |
| Haltepunkt / Haltestelle · Strecke | 11,8 | Rheinhausen Ost                                                                   | Rheinhausen Ost                                                                   |
| Strecke · Dienststation / Betriebs- oder Güterbahnhof | 10,8 | Rheinhausen Gbf                                                                   | Rheinhausen Gbf                                                                   |
| Bahnhof · Betriebs-/Güterbahnhof Strecke ab hier außer Betrieb | 10,2 ≡ 10,1 | Rheinhausen                                                                       | Rheinhausen                                                                       |
| Strecke von rechts (außer Betrieb) · Strecke · Strecke (außer Betrieb) | | ehem. Strecke von Duisburg-Meiderich Nord                                         | ehem. Strecke von Duisburg-Meiderich Nord                                         |
| Abzweig ehemals geradeaus und von rechts · Strecke · Strecke (außer Betrieb) | | Güterstrecke von Trompet                                                          | Güterstrecke von Trompet                                                          |
| Kreuzung geradeaus unten · Abzweig geradeaus und nach rechts · Strecke (außer Betrieb) | | Niederrheinstrecke nach Trompet                                                   | Niederrheinstrecke nach Trompet                                                   |
| Strecke nach halblinks · Strecke nach halbrechts · Strecke (außer Betrieb) | | (ehem. Trasse über Hohenbudberg Rbf)                                              | (ehem. Trasse über Hohenbudberg Rbf)                                              |
| Abzweig von halblinks und ehemals von halbrechts · Strecke von halbrechts · Strecke (außer Betrieb) | | ehem. Verbindung von der Niederrheinstrecke                                       | ehem. Verbindung von der Niederrheinstrecke                                       |
| Strecke · Strecke · Haltepunkt / Haltestelle (Strecke außer Betrieb) | 7,9 | Hohenbudberg Siedlung                                                             | Hohenbudberg Siedlung                                                             |
| Strecke · ehemaliger Dienststation / Betriebs- oder Güterbahnhof · Dienststation / Betriebs- oder Güterbahnhof (Strecke außer Betrieb) | 6,9 | Hohenbudberg                                                                      | Hohenbudberg                                                                      |
| Blockstelle · Blockstelle · Strecke (außer Betrieb) | 7,5 00000 | Mühlenberg (Abzw)                                                                 | Mühlenberg (Abzw)                                                                 |
| Haltepunkt / Haltestelle · Verschwenkung nach links · Verschwenkung nach rechts (Strecke außer Betrieb) | 6,5 00000 | Krefeld-Hohenbudberg Chempark                                                     | Krefeld-Hohenbudberg Chempark                                                     |
| Verschwenkung von rechts · Dienststation / Betriebs- oder Güterbahnhof | 4,7 | Krefeld-Uerdingen Bf                                                              | Krefeld-Uerdingen Bf                                                              |
| Haltepunkt / Haltestelle · Strecke | 4,3 00000 | Krefeld-Uerdingen Hp                                                              | Krefeld-Uerdingen Hp                                                              |
| Bahnhof · Dienststation / Betriebs- oder Güterbahnhof | 1,7 00 1,6 | Krefeld-Linn                                                                      | Krefeld-Linn                                                                      |
| Strecke mit Straßenbrücke · Strecke mit Straßenbrücke | | A 57                                                                              | A 57                                                                              |
| Verschwenkung von links · Verschwenkung von links · Verschwenkung von rechts | | heutige/urspr. rheinische Trasse nach Krefeld                                     | heutige/urspr. rheinische Trasse nach Krefeld                                     |
| Strecke · Strecke · Dienststation / Betriebs- oder Güterbahnhof | 0,7 | Krefeld BMW (Awanst)                                                              | Krefeld BMW (Awanst)                                                              |
| Abzweig geradeaus und von links · Kreuzung geradeaus oben · Abzweig geradeaus und von rechts | | heutige linksniederrheinische Trasse von Krefeld                                  | heutige linksniederrheinische Trasse von Krefeld                                  |
| Haltepunkt / Haltestelle · Strecke · Strecke | 0,0 00000 | Krefeld-Oppum                                                                     | Krefeld-Oppum                                                                     |
| Strecke · Strecke · Blockstelle | −0,149,2 | Lohbruch (Abzw)                                                                   | Lohbruch (Abzw)                                                                   |
| Strecke nach rechts · Strecke nach halbrechts · Strecke nach halbrechts | | heutige Strecke nach Krefeld                                                      | heutige Strecke nach Krefeld                                                      |
| Strecke nach rechts und von halblinks · Strecke von halblinks und von halbrechts | | urspr. rheinische Trasse nach Krefeld (nur GV)                                    | urspr. rheinische Trasse nach Krefeld (nur GV)                                    |
| Abzweig geradeaus und ehemals von rechts | | urspr. linksniederrheinische Trasse von Krefeld                                   | urspr. linksniederrheinische Trasse von Krefeld                                   |
| Bahnhof | 43,2 | Meerbusch-Osterath                                                                | Meerbusch-Osterath                                                                |
| | | Linksniederrheinische Strecke nach Neuss                                          |                                                                                   |

Die Bahnstrecke Osterath–Dortmund Süd ist eine historisch bedeutsame, heute aber größtenteils nur für den Güterverkehr genutzte Eisenbahnstrecke in Deutschland. Verschiedene Teilstücke werden noch von Regionalexpress, Regionalbahn oder S-Bahn befahren.
Die knapp 76 Kilometer lange und zwischen 1866 und 1874 in drei Etappen von der Rheinischen Eisenbahn-Gesellschaft gebaute Strecke sollte die dritte große West-Ost-Verbindung durch das Ruhrgebiet werden. Sie konnte neben den etablierten und einträglichen Strecken der Konkurrenten – der Bahnstrecke Duisburg–Dortmund der Köln-Mindener Eisenbahn-Gesellschaft und der Ruhrgebietsstrecke der Bergisch-Märkischen Eisenbahn-Gesellschaft – diesem Anspruch aber nie gerecht werden.

## Geschichte
Da die Rheinische Eisenbahn-Gesellschaft (kurz RhE) sich lange Zeit auf die Gebiete links des Rheines konzentriert hatte, war das Ruhrgebiet mit seinen Kohlengruben und aufstrebender Industrie von der Köln-Mindener und der Bergisch-Märkischen Eisenbahn-Gesellschaft erschlossen worden. In diesen lukrativen Markt wollte nun auch die RhE vordringen und begann mit dem Bau im Bahnhof Osterath an der Linksniederrheinischen Strecke.
Zwischen Mülheim Hafen und der Essener Zeche Graf Beust wurde die Trasse einer zwischen 1853 und 1865 bestehenden Pferdebahn mit verwendet.
| Rheinische Eisenbahn-Gesellschaft | Rheinische Eisenbahn-Gesellschaft                         | Rheinische Eisenbahn-Gesellschaft           |
| --------------------------------- | --------------------------------------------------------- | ------------------------------------------- |
| 23. August 1866                   | (2610)                                                    | Osterath – Lohbruch                         |
| 1. September 1866                 | (2505)                                                    | Osterath – Essen RhE                        |
|                                   | inkl. Trajekt Rheinhausen–Hochfeld (heutiger Kultushafen) |                                             |
| 1. Januar 1868                    | (2505)                                                    | Essen RhE – Wattenscheid RhE                |
| 15. Februar 1870                  | (2312)                                                    | Hochfeld Süd – Duisburg RhE                 |
|                                   | Stichstrecke, Beginn der Strecke nach Quakenbrück         |                                             |
| 1. Juni 1872                      | (2168)                                                    | Essen-Kray Nord – Gelsenkirchen RhE         |
| 15. Oktober 1874                  | (2505)                                                    | Wattenscheid RhE – Bochum RhE               |
| 19. November 1874                 | (2151)                                                    | Bochum RhE – Dortmund-Dorstfeld (alt)       |
| 19. November 1874                 | (2126)                                                    | Dortmund-Dorstfeld (alt) – Dortmund RhE     |
| S-Bahn Rhein-Ruhr                 |                                                           |                                             |
| 3. Juli 1984                      | (2213)                                                    | Dortmund-Germania – Dortmund-Dorstfeld      |
| 23. Mai 1993                      | (2213)                                                    | Dortmund-Lütgendortmund – Dortmund-Germania |

## Heutige Situation
Der Personenverkehr entwickelte auf der rheinischen Strecke aufgrund des Parallelverkehrs der Strecke der Bergisch-Märkischen Eisenbahngesellschaft keine größere Bedeutung. Bereits 1959 wurde auf dem Abschnitt zwischen Mülheim-Heißen und Essen-Kray-Nord der Personenverkehr eingestellt, 1965 folgte auch der Abschnitt Essen-Kray-Nord – Bochum-Präsident, und 1979 wurde auch die Strecke von Bochum-Präsident nach Bochum-Langendreer aufgegeben.
1976/77 wurde die Strecke teilweise elektrifiziert.
Noch bis zum 30. Mai 1986 pendelte ein Akkumulatortriebwagen der Baureihe 515 zwischen Duisburg-Rheinhausen und Hohenbudberg Siedlung. Danach wurde die Rheinische Trasse von Krefeld-Linn bis zum ehemaligen Hohenbudberger Rangierbahnhof zusammen mit ihm komplett zurückgebaut. Anstelle dessen wird heute die parallele Trasse der Ruhrort-Crefeld-Kreis Gladbacher Eisenbahn-Gesellschaft benutzt.
Von der Bahnstrecke aus Mönchengladbach kommend fahren der Regional-Express RE 42 „Niers-Haard-Express“ und die Regionalbahnen RB 33, RB 35, sowie RE 44 Fossa-Emscher-Express und RB 31 von der Niederrheinstrecke kommend ab Duisburg-Rheinhausen über die vierte Duisburg-Hochfelder Eisenbahnbrücke und über die Stichstrecke von 1870 in den Duisburger Hauptbahnhof ein.
Der Abschnitt der rheinischen Strecke vom Bahnhof Duisburg-Hochfeld Süd nach Mülheim (Ruhr) Hauptbahnhof ist heute größtenteils stillgelegt und wird zumeist nur von Übergabe-Güterzügen befahren. Im Rahmen der Fusion der Universitäten Duisburg und Essen wurde kurzzeitig diskutiert, die Trasse von Duisburg-Neudorf über (Mülheim-)Speldorf, Mülheim (Ruhr) Hauptbahnhof, (Mülheim-)Heißen nach Essen Nord für den Personenverkehr herzurichten, um eine Direktverbindung der beiden Campus einzurichten. Stattdessen war ein Bahntrassenradweg sinvoller.
Der Abschnitt Mülheim–Essen-Kray Nord wurde 2002 stillgelegt. In Essen ist die Trasse mehrfach unterbrochen. So wurden die Brücken über mehrere Straßen durch Radfahrer- und Fußgängerbrücken ersetzt. Der Radschnellweg endet nahe des neuen Audimax der Universität Duisburg-Essen. Der Bahnhof Essen Nord und seine zwei Stellwerke wurden abgerissen, hier entsteht an deren Stelle das neue Universitätsviertel. Das Streckengleis von Essen Nord nach Essen-Kray Nord wurde mit Stilllegung des Bahnhofs Essen Nord zum signalfreien Bahnhofsgleis des Bahnhofs Essen-Kray Nord. Von Essen-Kray Nord wird die Firma Goldschmidt noch angefahren.
In Essen-Kray tangiert der Personenverkehr Essen–Gelsenkirchen wieder die rheinische Strecke, nachdem er von Duisburg Hauptbahnhof aus die Gleise der märkischen Strecke nach Essen benutzt hat. Von Essen Hauptbahnhof kommend befährt er zwei Verbindungsstrecken zur Köln-Mindener Stammstrecke nach Gelsenkirchen Hauptbahnhof, wobei nur die S-Bahn Zwischenhalte einlegt.
Die rheinische Strecke verläuft östlich des Bahnhofs Essen-Kray Nord weiter Richtung Bochum, wurde aber 2004 bis Bochum-Präsident stillgelegt, als Gleisanschluss wurde die Strecke von Bochum Nord bis Gelsenkirchen-Wattenscheid Gbf und zurück über die Carolinenglücker Bahn bis etwa 2009 genutzt. Nach der Insolvenz des letzten großen Kunden wurde die Strecke vollständig stillgelegt. Im gleichen Jahr wurden die Bahnübergänge der Rheinischen Bahn sowie der daneben liegenden Carolinenglücker Bahn über die Blücherstraße in Bochum erneuert und auf den neuesten Stand der Technik gebracht. Kurz darauf war die Strecke durch den Abriss einer Brücke über die Autobahn 40 in Bochum-Stahlhausen nicht mehr befahrbar.
Auch die Strecke zwischen Essen und Bochum soll zum Radschnellweg Ruhr (RS 1) umgebaut werden. Der erste Abschnitt an der Grenze zwischen Gelsenkirchen und Wattenscheid ist fertig, der größte Teil der Strecke zwischen Essen und Bochum ist bereits nicht mehr als Eisenbahninfrastruktur gewidmet (Stand 29. Januar 2020). Im Bereich des ehemaligen Güterbahnhofs Gelsenkirchen-Wattenscheid ist ein Radweg vorhanden. Auf dem ungenutzten Bahnhofsgelände sollen Wohnhäuser und Gewerbe gebaut werden.
Kritiker können die Entscheidung zur Bebauung nicht nachvollziehen, weil rund zehn Kilometer Bahntrasse nicht wieder genutzt werden könnten. In Zeiten der Verkehrswende, Lokführermangel und der Überlastung der Fernbahnstrecke Essen-Dortmund scheint die nicht verfolgte Reaktivierung nicht nachvollziehbar zu sein weil die Ortsteile Günnigfeld/Südfeldmark, Leithe und Ückendorf schlecht von ÖPNV erschlossen sind. Demgegenüber steht, dass die Rheinische Strecke immer schon nutzlos an allen Bevölkerungszentren und Zielen vorbei lief, und hauptsächlich den Zweck hatte, die bessere Märkische Strecke zu stören. Die Strecke verlief genau im Niemandsland zwischen Bochum und Gelsenkirchen, ohne deren Innenstädte zu erreichen und der einzige erreichbare Hbf war in Mülheim an der Ruhr.
Ab Bochum Präsident Richtung Osten wird die Strecke weiterhin als elektrifizierte Güterbahn sowie in Richtung Westen als Anschlussbahn für das thyssenkrupp-Stahlwerk in Wattenscheid-Höntrop benutzt.
Das östlichste Stück zwischen Dortmund-Dorstfeld und Dortmund Süd wird seit Inbetriebnahme der S-Bahn S 4 und Ausbau der Strecke zum Bahnhof Dortmund-Lütgendortmund im 30-Minuten-Takt (in den Hauptverkehrszeiten 15-Minuten-Takt) befahren. Ab Dortmund Süd nutzt sie die Trasse nach Welver der ehemaligen Königlich-Westfälischen Eisenbahn-Gesellschaft (kurz KWE) bis Unna-Königsborn und einen Teil der Bahnstrecke Kamen–Unna zum Bahnhof Unna.
Im Turmbahnhof Dortmund-Dorstfeld halten die von Dortmund Hauptbahnhof kommenden S-Bahn-Linien S 1 nach Essen Hauptbahnhof über die märkische Strecke und die S 2 in Richtung Bahnhof Herne über die Strecke nach Dortmund-Mengede.

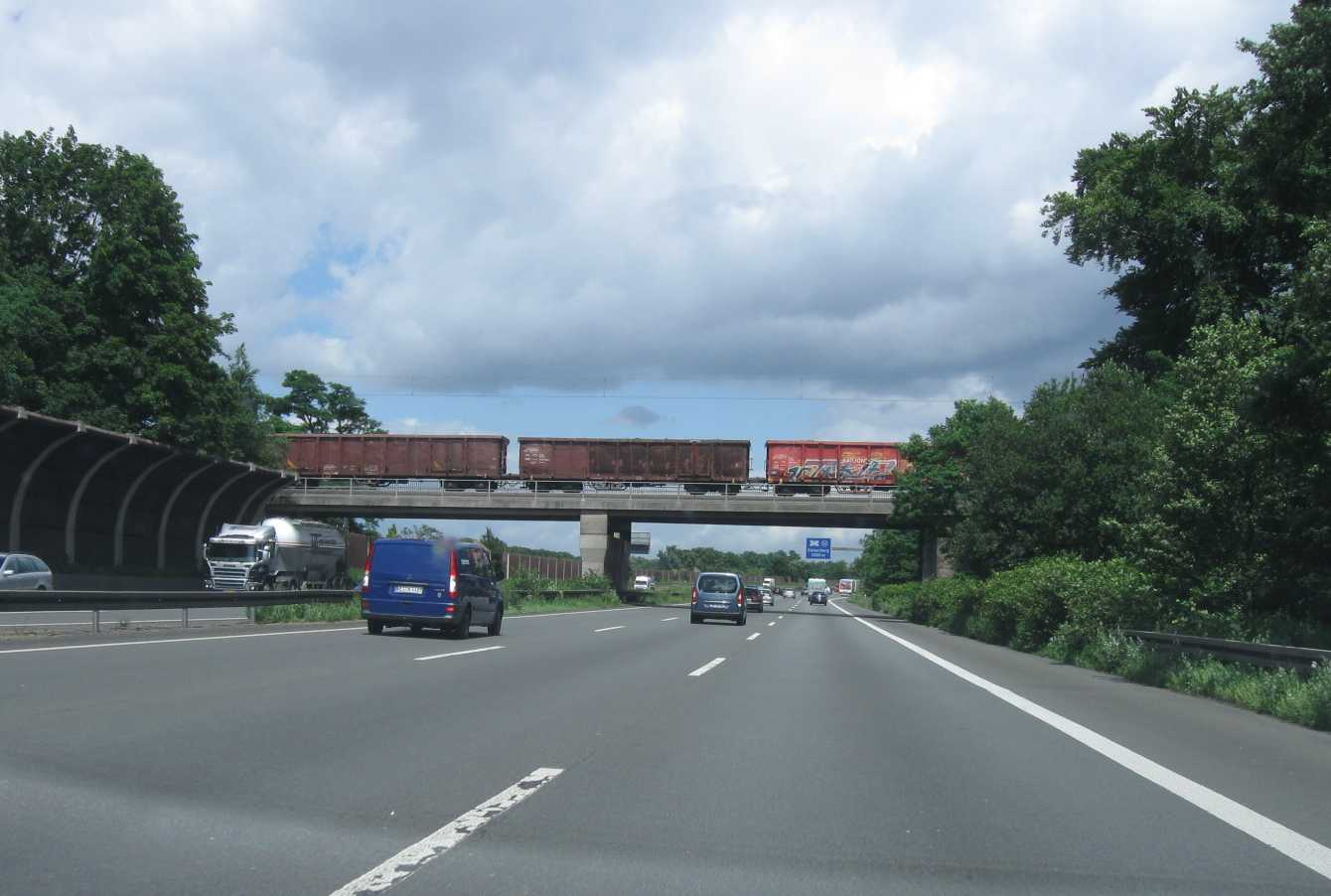
Güterzug auf der Brücke der Rheinischen Bahn über die Bundesautobahn 3 bei Duisburg-Kaiserberg
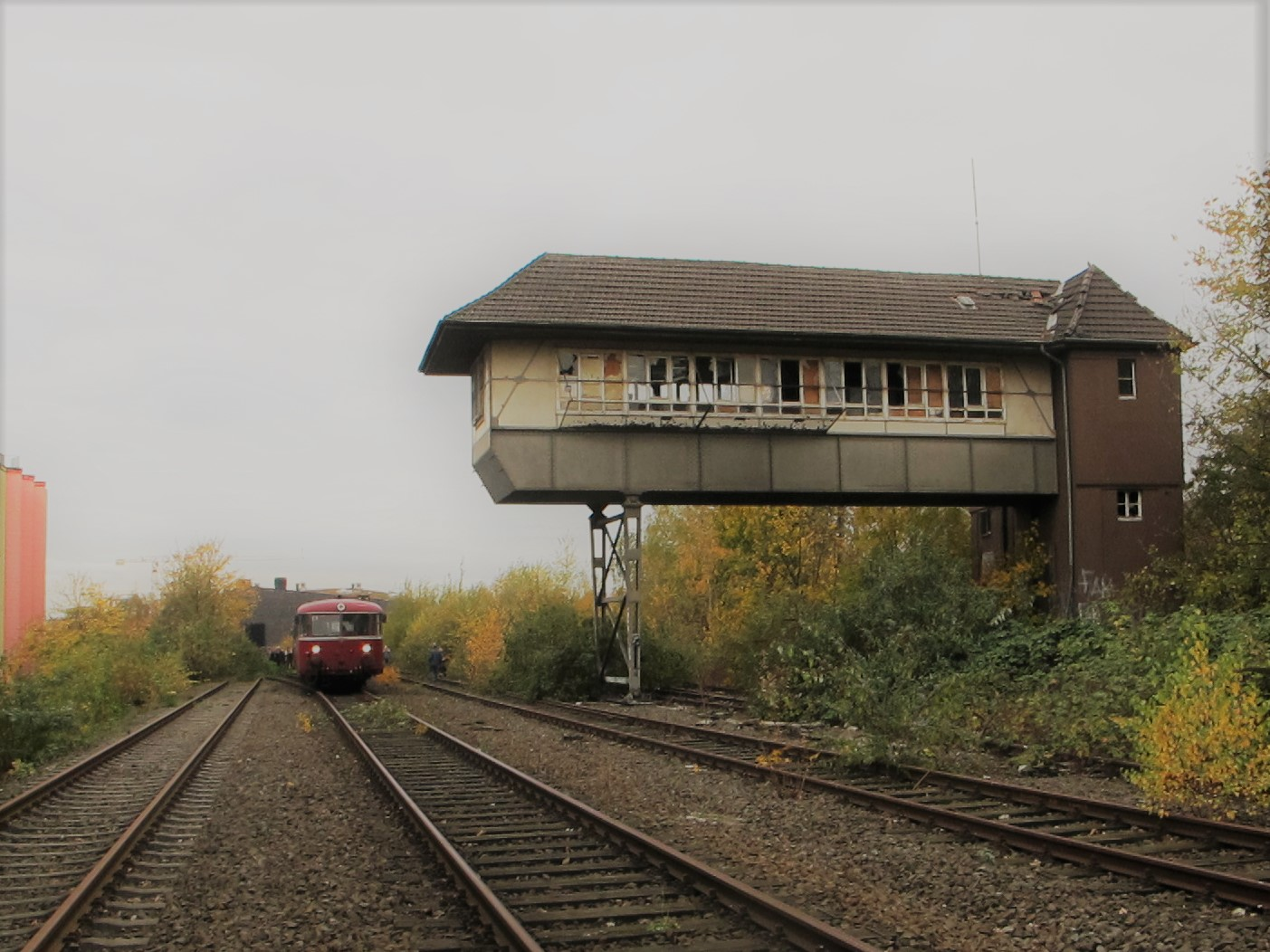
Ein Stellwerk des Bahnhofs Essen Nord
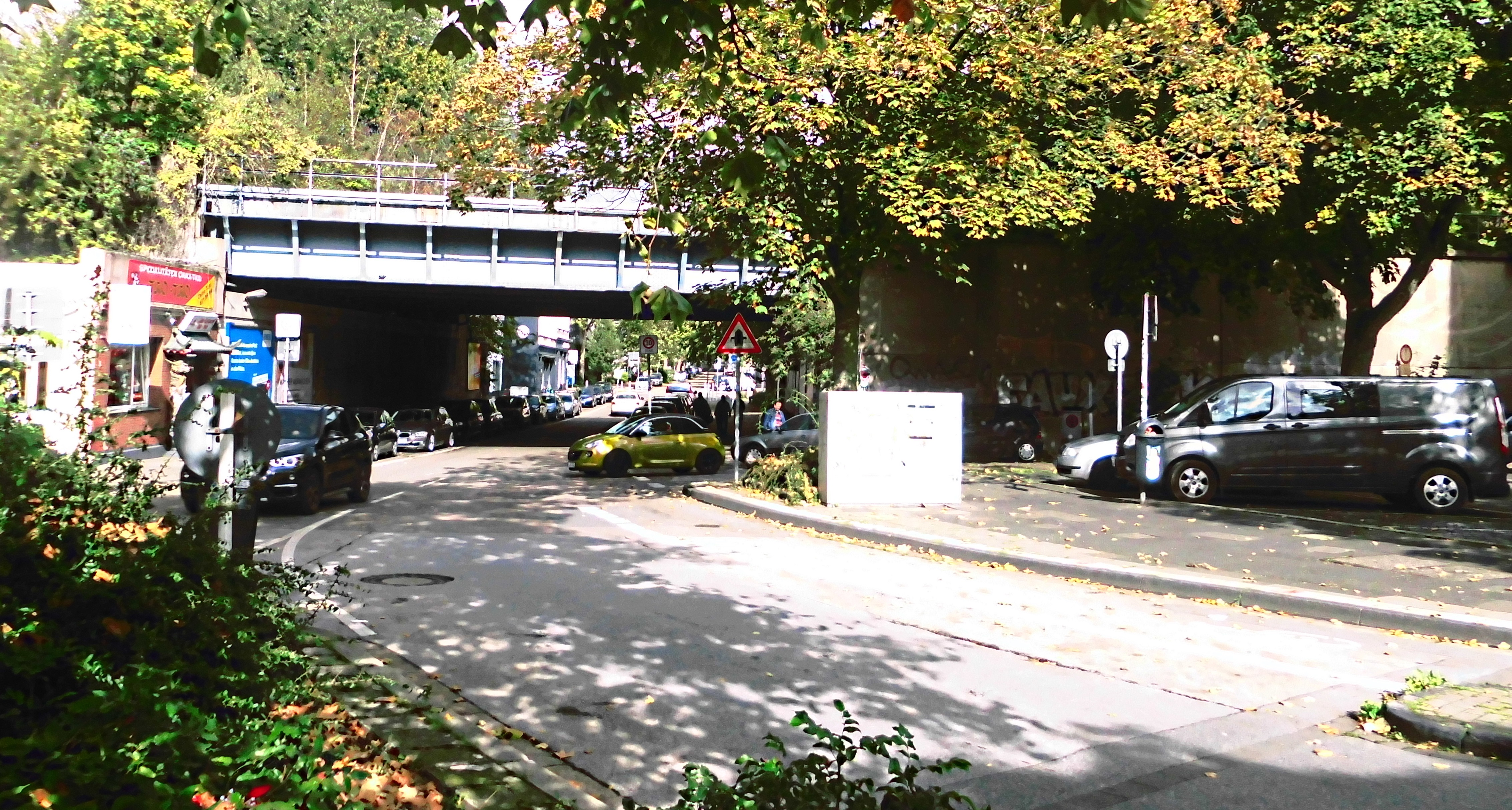
Bahnbrücke der Rheinischen Bahn über die Altenessener Straße in Essen (2019)
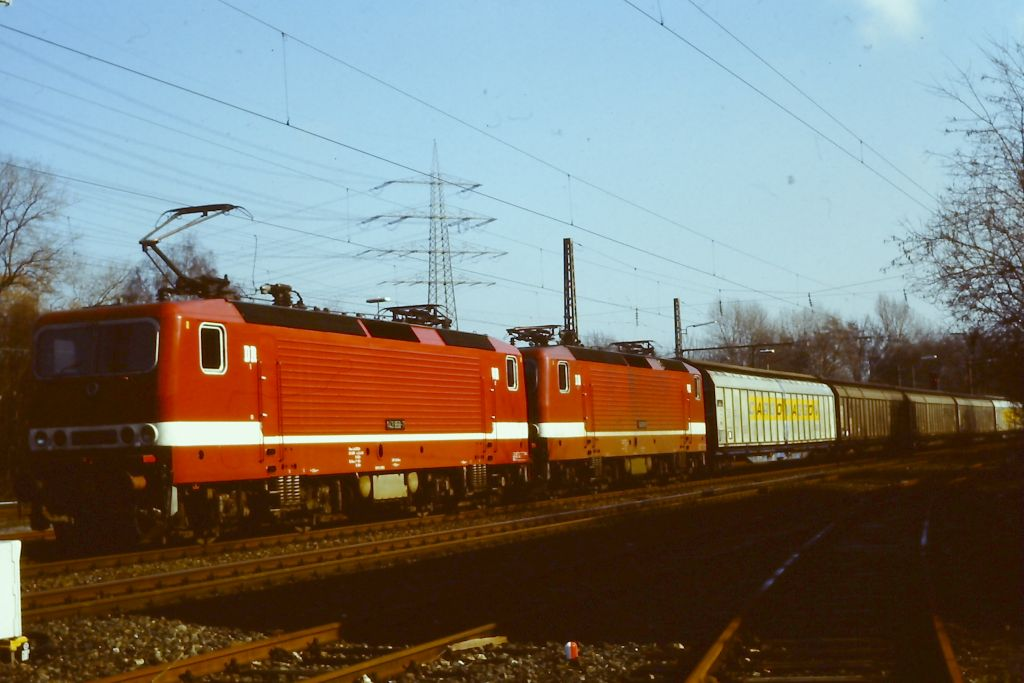
Güterzug bei Gelsenkirchen-Wattenscheid 1993
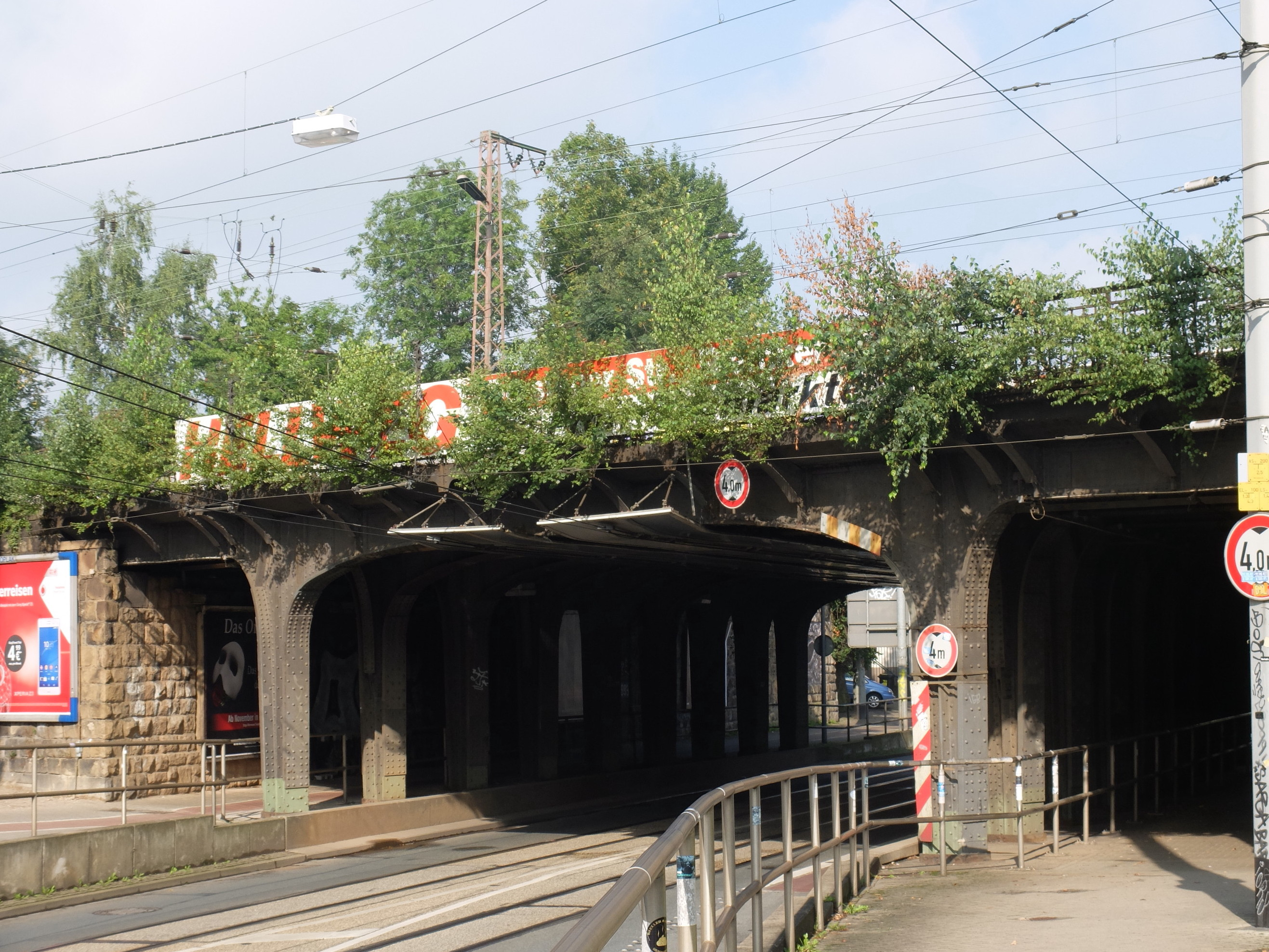
Brücke über die Dorstener Straße beim ehemaligen Bahnhof Bochum-Präsident
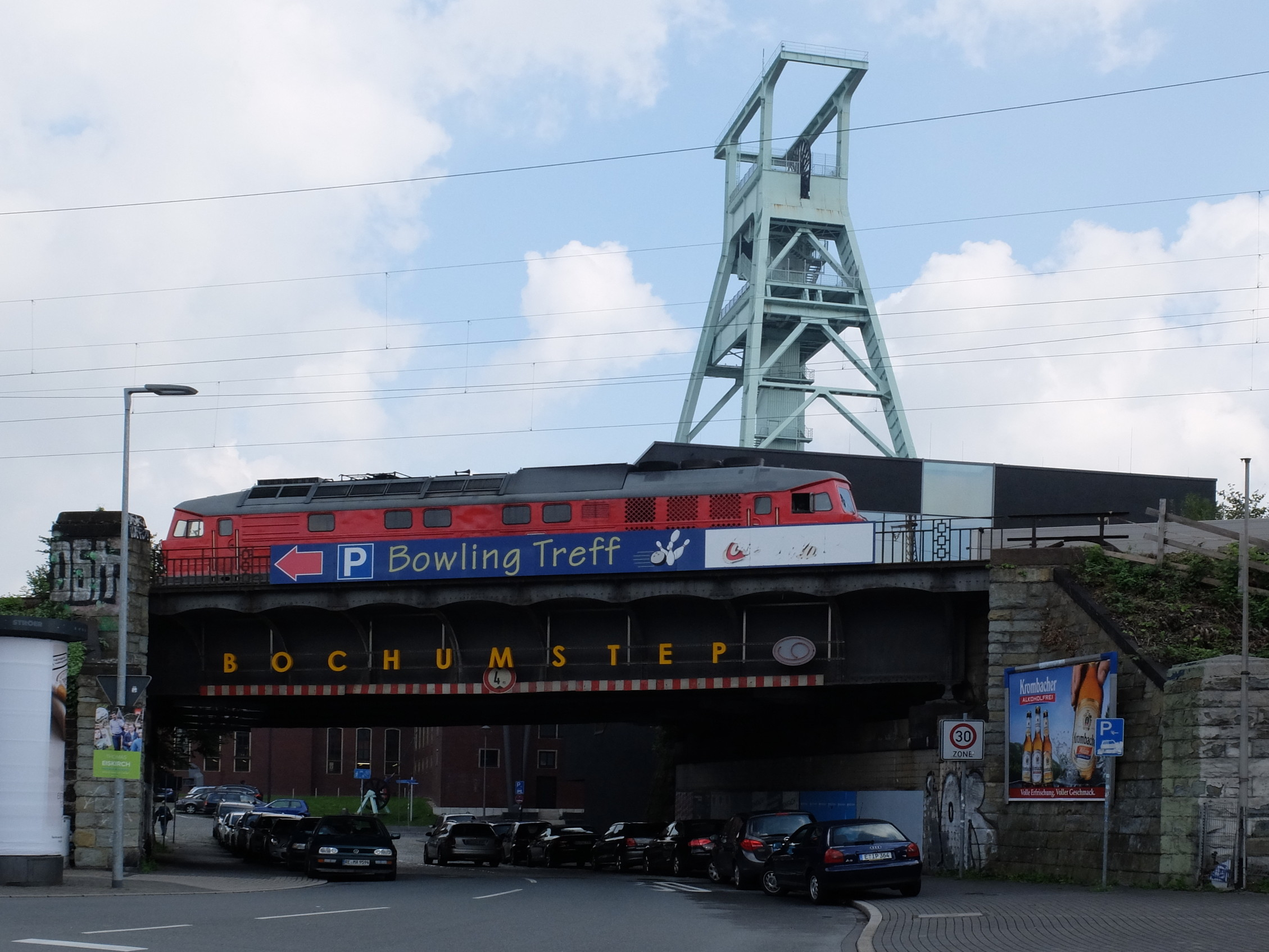
Brücke über die Schillerstraße in Bochum
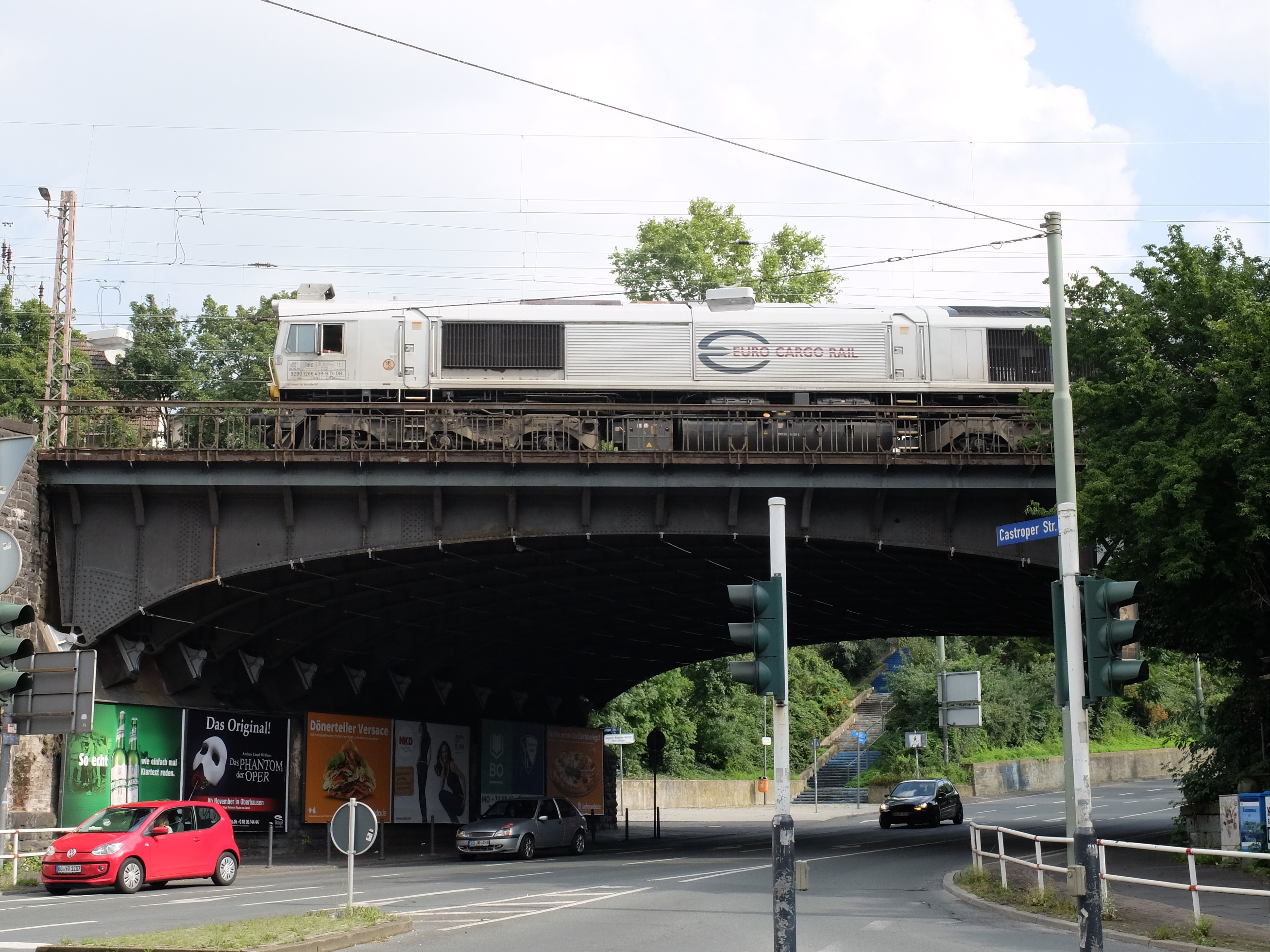
Eisenbahnbrücke der Rheinischen Bahn über die Castroper Straße in Bochum
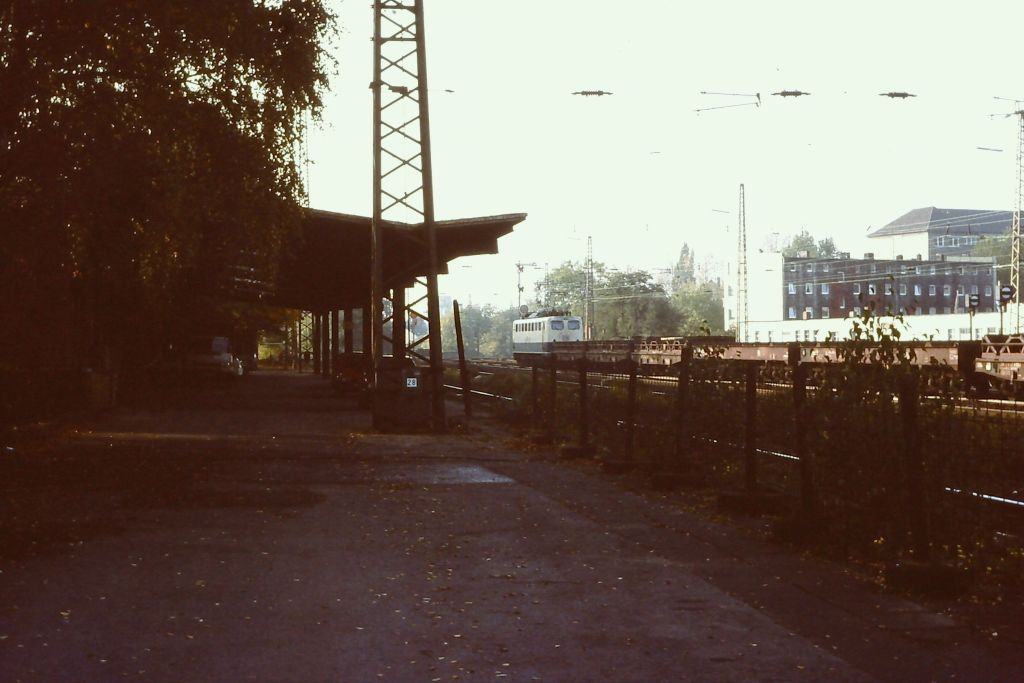
Bahnhof Bochum Nord (1995)
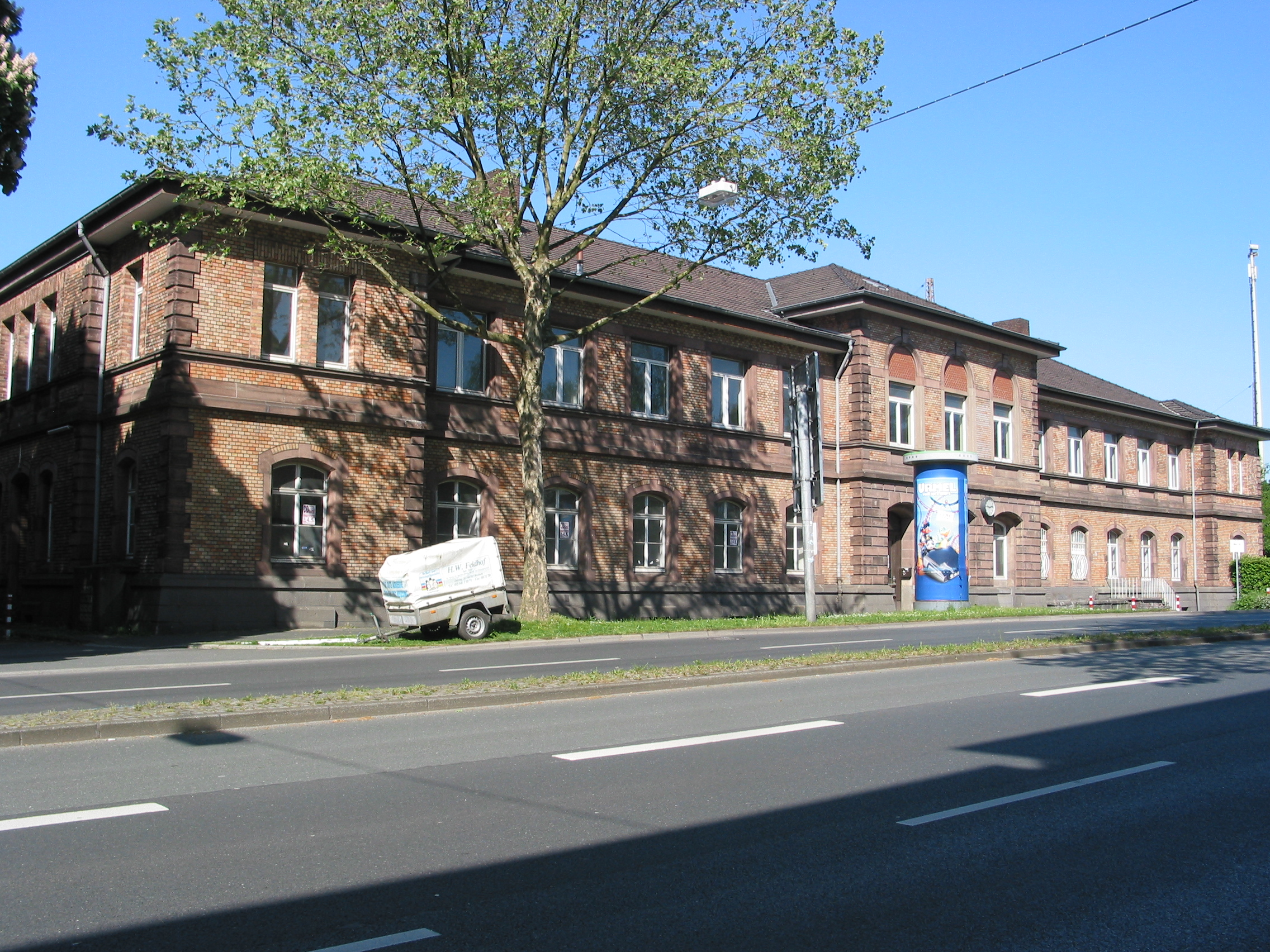
Bahnhof Bochum Nord (2008)
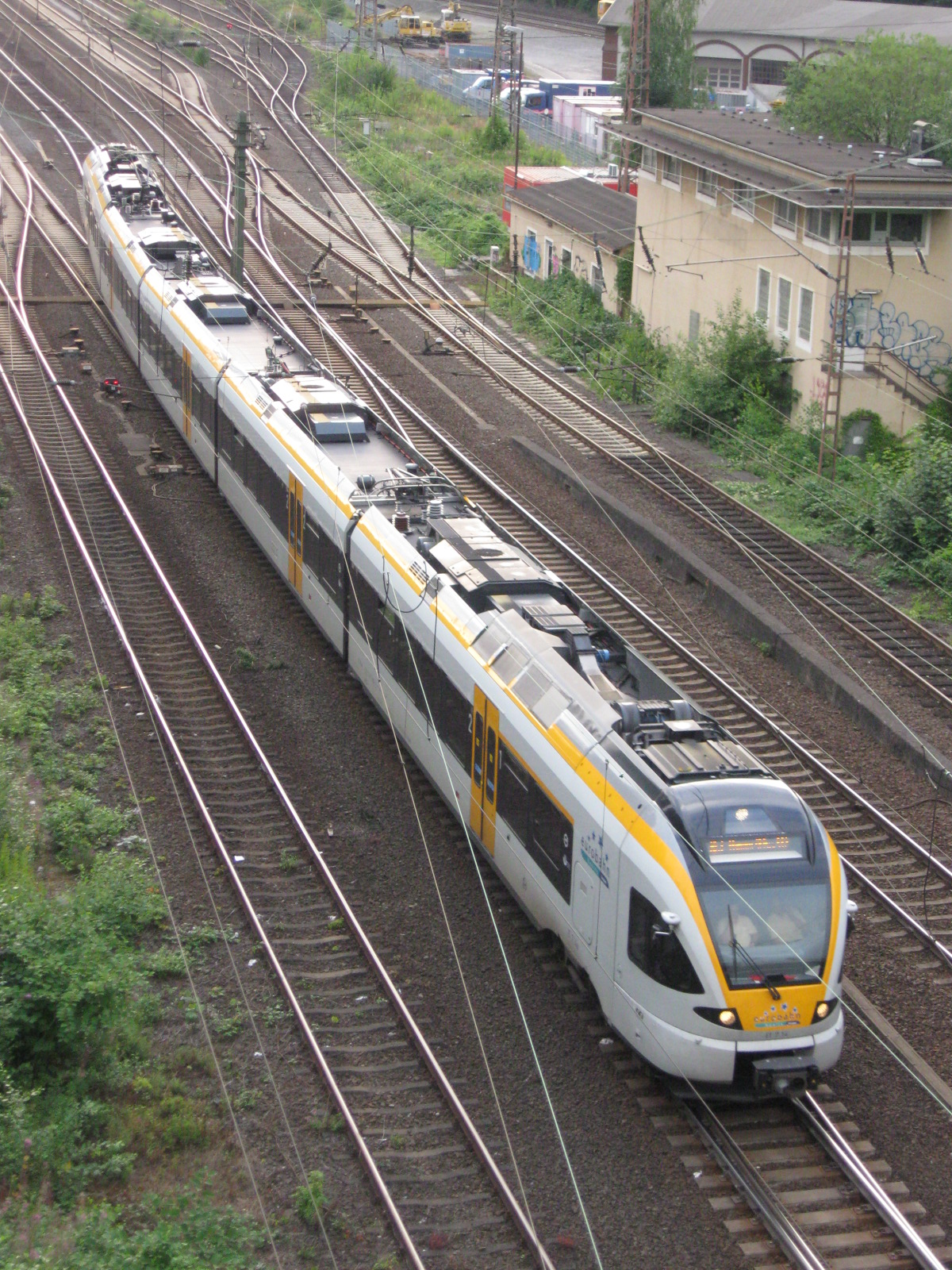
Regionalexpress 3, über die Rheinische Bahn umgeleitet, in Bochum Nord
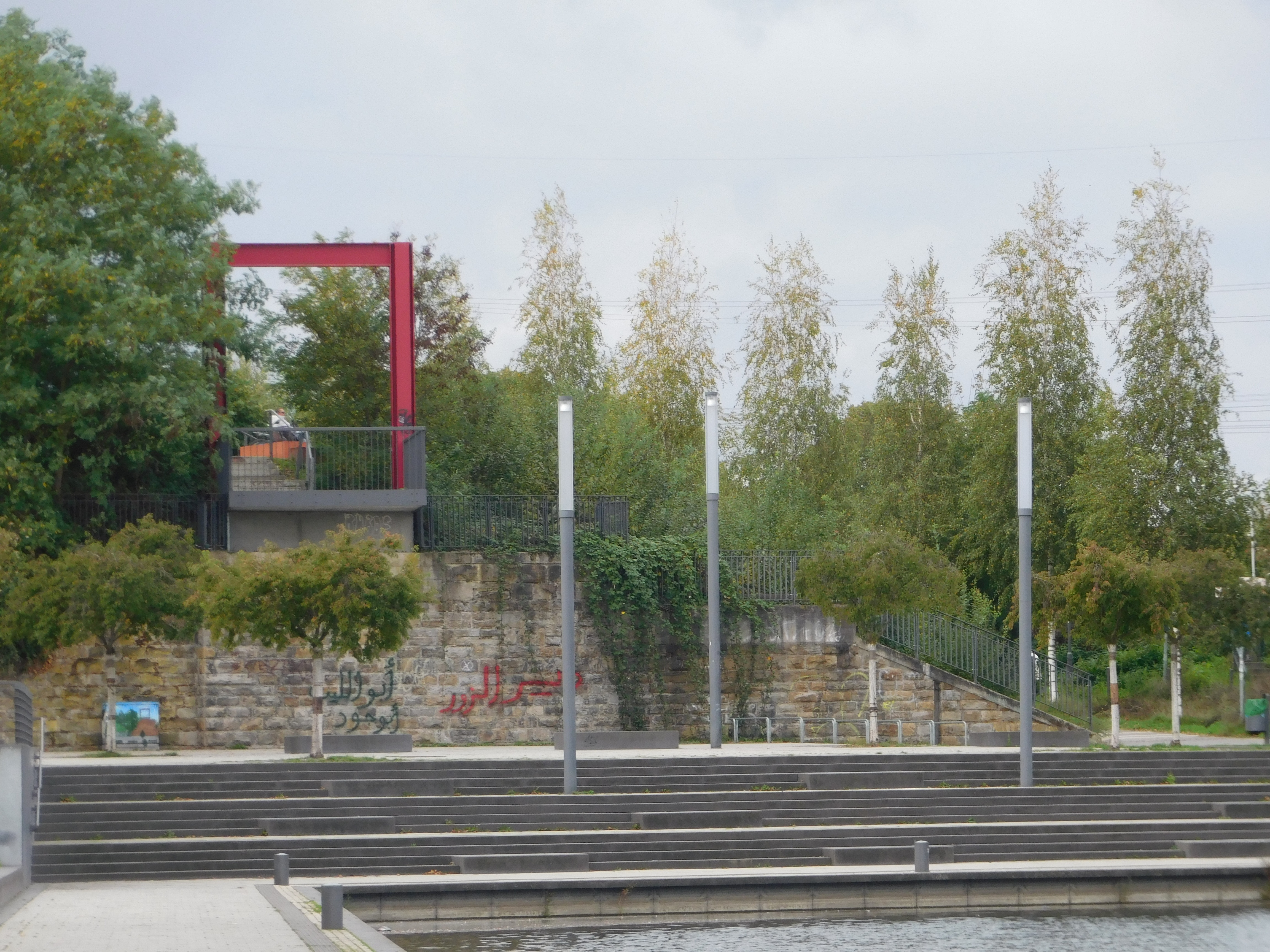
Ehemalige Bahntrasse am neu angelegten Niederfeldsee in Essen-Altendorf (2020)
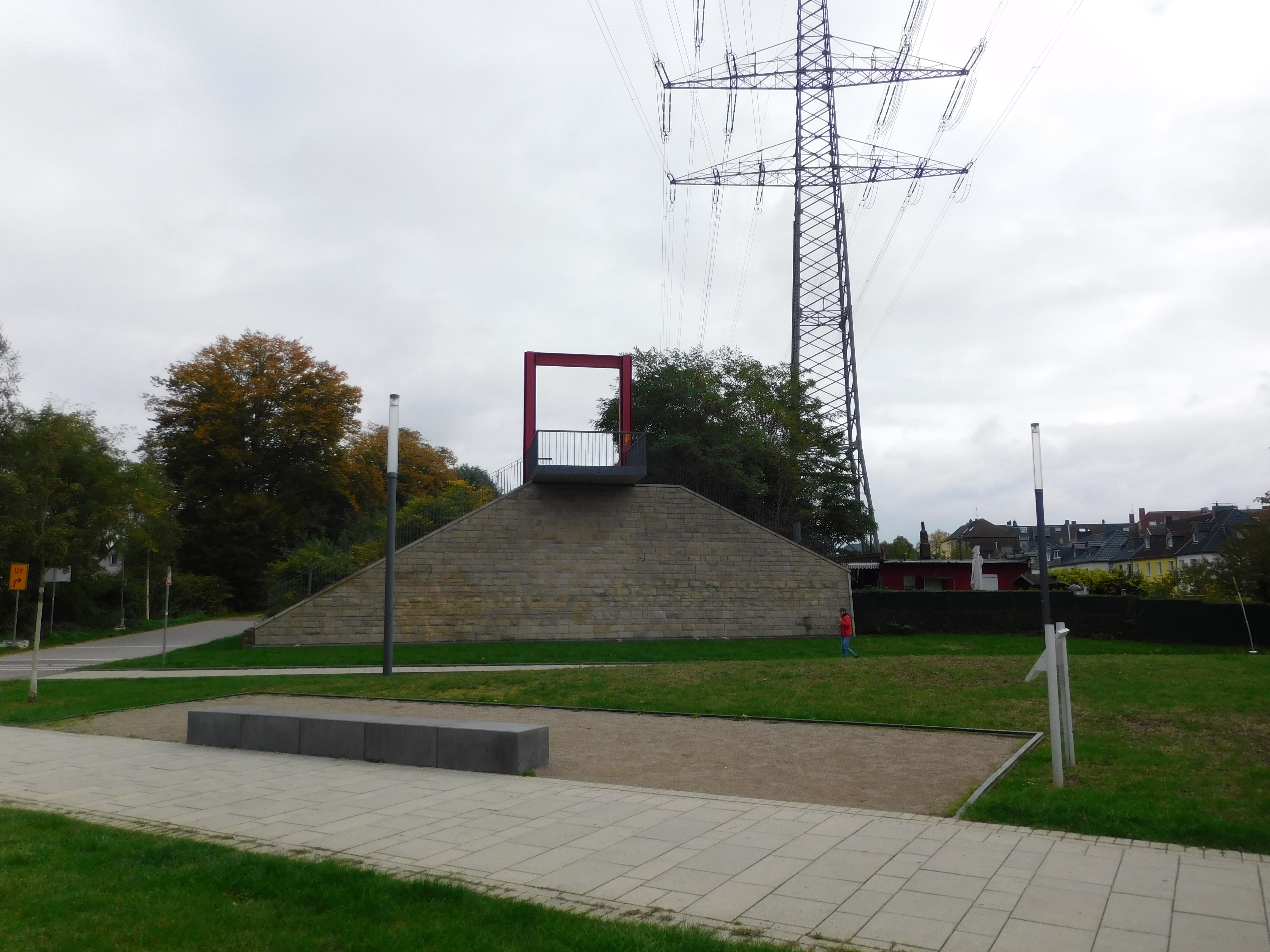
Ehemalige Bahntrasse am neu angelegten Niederfeldsee in Essen-Altendorf (2020)
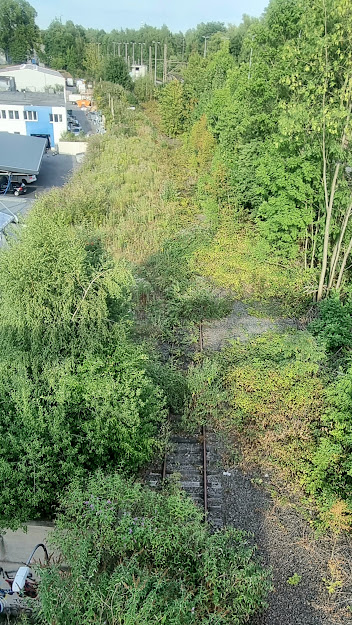
Alter Streckenverlauf unter der Erzbahnschwinge in Bochum, Blickrichtung nach Osten

### MüGa-Wiesel
1992 richtete Mülheim an der Ruhr die Landesgartenschau auf dem „MüGa-Gelände“ im Stadtteil Broich aus, das zum größten Teil durch Rückbau ehemaliger Bahnanlagen geschaffen worden war, z. B. der ehemaligen Unteren Ruhrtalbahn. Um eine möglichst schnelle Verbindung zum Stadtzentrum und insbesondere zum Mülheimer Hauptbahnhof zu schaffen, wurde ein Teil der Strecke für einen Pendelzugbetrieb hergerichtet, genannt „MüGa-Wiesel“.
An der Stelle des alten Eppinghofer Bahnhofs der RhE wurde ein Schüttbahnsteig errichtet, von dem ein Übergang zum Fern- und Regionalverkehr sowie zum innerstädtischen Nahverkehr möglich war. Nach Beendigung der Gartenschau wurden der Personenverkehr eingestellt und die Bahnsteiganlagen am Hauptbahnhof und in Broich komplett demontiert.
Siehe auch: Bahnstrecke Duisburg–Quakenbrück#Oberhausener Landesgartenschau

### Metrorapid
Zu Beginn der ersten Dekade des neuen Jahrtausends gab es Überlegungen, die Magnetschwebebahn Metrorapid auf dem Gleiskörper der Rheinischen Strecke zu bauen.